# Morebilus tambo
Morebilus tambo är en spindelart som beskrevs av Norman I. Platnick 2002. Morebilus tambo ingår i släktet Morebilus och familjen Trochanteriidae.
Artens utbredningsområde är Queensland. Inga underarter finns listade i Catalogue of Life.